# Pentan-1,5-diol
Pentan-1,5-diol je organická sloučenina s molekulou HOCH2-CH2-CH2-CH2-CH2OH. Je to mastná a viskózní kapalina. Jedná se o látku používanou zejména při výrobě polyesterů a své uplatnění má i v polyuretanových pěnách, zde se používá jako změkčovadlo. Vyrábí se zejména hydrogenací kyseliny glutarové (HO2C(CH2)3CO2H). Další možností je hydrogenolýza tetrahydrofurfurylalkoholu ((oxolan-2-yl)methanolu).